# 휘버르트얀 헹컷
휘버르트얀 헹컷(네덜란드어: Hubert-Jan Henket , 1940년 3월 11일 ~ )는 네덜란드의 건축가이다.